# Wilhelm Krauß (Maler)
Emil Gisbert Wilhelm Krauß, auch Krauss (* 6. Oktober 1830 in Breslau, Provinz Schlesien; † 24. August 1866 ebenda), war ein deutscher Landschafts- und Marinemaler.

## Leben
Krauß war ab 1849  Schüler von Johann Heinrich Christoph König in Breslau. Dort war er mit Adolf Dressler befreundet. 1856 zog er nach Soest. Ab 1860 lebte er in Düsseldorf, wo er sich mit Albert Flamm anfreundete. In Breslau stellte er seine westfälischen und schlesischen Landschaften 1863 und 1865 aus.